# 希望ケ丘 (宮崎市)
希望ケ丘（きぼうがおか）とは、宮崎県宮崎市内の地名。本郷地域自治区に属している。郵便番号は880-0923。2023年現在、希望ケ丘1丁目-4丁目が設置され、住居表示実施地域となっている。

## 地理
宮崎市の中南部、本郷地域自治区のうち、清武川左岸の台地部分にある団地「希望ケ丘団地」からなる。北方を本郷 (宮崎市)・本郷北方、東方を本郷南方、西方をまなび野、南方を郡司分と接する。

## 歴史
- 1943年 - 旧赤江町編入に伴い、宮崎市大字郡司分・本郷南方・本郷北方が成立。
- 1980年 - 郡司分・本郷南方・本郷北方の一部をもって希望ケ丘が成立、住居表示実施。

## 世帯数と人口
2023年（令和5年）7月1日現在の世帯数と人口は以下の通りである。
| 町丁          | 世帯数  | 人口   |
| ------------- | ------- | ------ |
| 希望ケ丘1丁目 | 319世帯 | 640人  |
| 希望ケ丘2丁目 | 282世帯 | 600人  |
| 希望ケ丘3丁目 | 537世帯 | 1060人 |
| 希望ケ丘4丁目 | 402世帯 | 848人  |

## 小・中学校の学区
市立小・中学校に通う場合、学区は以下の通りとなる。
| 町名                 | 小学校             | 中学校             |
| -------------------- | ------------------ | ------------------ |
| 希望ケ丘(一部を除く) | 宮崎市立本郷小学校 | 宮崎市立本郷中学校 |
| 希望ケ丘1丁目の一部  | 宮崎市立国富小学校 | 宮崎市立本郷中学校 |

## 交通

### バス
宮交グループの運営するバスが営業している。

### 道路
- 宮崎県道375号学園木花台本郷北方線